# Compoceration garyi
Compoceration garyi är en kräftdjursart som beskrevs av Just 2009. Compoceration garyi ingår i släktet Compoceration och familjen Paramunnidae.
Artens utbredningsområde är New South Wales. Inga underarter finns listade i Catalogue of Life.